# الخنفساء الرمية
الخنفساء الرمية أو خنفساء الجلود (الاسم العلمي Dermestes maculatus أو Dermestes vulpinus Fabricius) هي خنفساء تابعة لفصيلة خنافس الجلد.

## الوصف
يبلغ طول خنفساء الرمية حوالي 10 مم ولونها أسود أو بني محمر لامع مؤخرة الغمدين مشرشرة من الخارج وتم تسجيل وجود هذه الحشرة في مناطق مختلفة من العالم ومنها المملكة العربية السعودية وبالأخص المناطق الشمالية، حيث تتغذرى يرقاتها وبالغاتها على اللحوم المجففة و والجلود بأنواعها والفراء والفرش وجثث الحيوانات المحنطة وتضع الأنثى حوايل 400 بيضة في مجموعات صغيرة تفقس بعد أسبوعين عن يرقات تنسلخ عشرة انسلاخات خلال ثلاثة أسابيع وتدخل اليرقة بعدها طور السكون لمدة تصل غلى أسبوع قبل أن تتحول إلى خادرة. تبقى الخنفساء الرمية داخل أنفاق تصنعها من الأصواف أو القطن أو الكتان أو غيرها وتتحول بعدها إلى خادرة داخل جلدها اليرقي الأخير ويستمر طور الخادرة نحو أسبوعين و تتحول بعدها إلى حشرة كاملة.
تتراوح فترة الجيل الواحد مابين 5 أسابيع في الظروف العادية و عدة أعوام في الأحوال الغير ملائمة وتكافح هذه الحشرة بطرق ميكانيكية وطبيعية بما في ذلك تنظيف الفرش والفراء وتعريضها للشمس وفي حالة الفرش الصوفية يتم نثر كرات النفثالين عليها وربما يتم اللجوء إلى رش أحد المبيدات الكيميائية الذي يقضي على الحشرات وبيضها.